# 22号州际公路
22号州际公路（英語：Interstate 22，简称I-22）是美国州际公路系统的一部分。22号州际公路把西北部的55号州际公路、40号州际公路与东南部的65号州际公路、59号州际公路、20号州际公路连接起来。沿途经过密西西比州的霍利斯普林斯、新奥尔巴尼、图珀洛，以及阿拉巴马州的汉密尔顿、温菲尔德、贾斯珀。全长213英里（342.79公里）。